# La Chilaíta
La Chilaíta är en ort i Mexiko.   Den ligger i kommunen Ocotlán de Morelos och delstaten Oaxaca, i den sydöstra delen av landet, 400 km sydost om huvudstaden Mexico City. La Chilaíta ligger 1 594 meter över havet och antalet invånare är 183.
Terrängen runt La Chilaíta är kuperad österut, men västerut är den platt. Terrängen runt La Chilaíta sluttar västerut. Runt La Chilaíta är det ganska tätbefolkat, med 67 invånare per kvadratkilometer. Närmaste större samhälle är Vicente Guerrero, 19,8 km norr om La Chilaíta. Omgivningarna runt La Chilaíta är en mosaik av jordbruksmark och naturlig växtlighet.